# Tipula suleika
Tipula suleika är en tvåvingeart som beskrevs av Mannheims 1963. Tipula suleika ingår i släktet Tipula och familjen storharkrankar. Inga underarter finns listade i Catalogue of Life.